# Monitoring ambulatoire de la pression artérielle

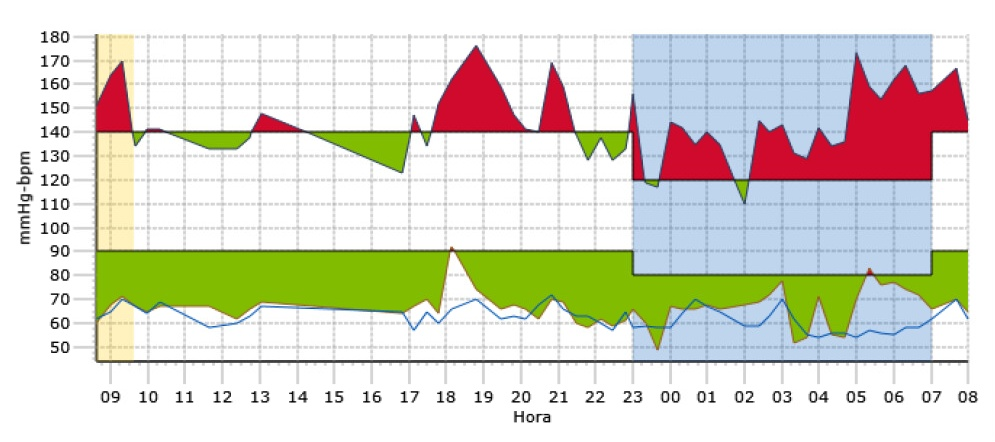
Diagramme de surveillance ambulatoire de la pression artérielle. Tension systolique élevée en période nocturne. Homme de 66 ans

Le monitoring ambulatoire de la pression artérielle (appelé couramment MAPA) est un appareil permettant de mesurer la pression artérielle de manière répétée pendant 24 h.
Il est parfois faussement appelé « holter tensionnel » se référant ainsi au holter de l'électrocardiogramme, le terme « holter » venant du nom du médecin ayant inventé ce dernier système mais qui n'a jamais travaillé sur la pression artérielle.

## Appareillage
Il est constitué d'un brassard gonflable relié par un tuyau souple à une pompe portable sur batteries, à un manomètre et à un système de stockage électronique des données.
Il est positionné sur le bras du patient, le bloc pompe-manomètre-stockage numérique, sous forme d'un petit boîtier, étant mis en bandoulière.
Il est réglé pour prendre la pression artérielle plusieurs fois par heure le jour (deux à trois fois en règle générale) et un peu moins souvent la nuit (une fois par heure). Un signal sonore avertit le patient du début de gonflement du brassard, l'incitant à relâcher son bras afin d'obtenir une mesure fiable. En cas d'échec de cette dernière, une ou plusieurs nouvelles tentatives peuvent se déclencher. Le signal sonore est inhibé la nuit.

## Résultats obtenus
Au bout de 24 h, le MAPA est décroché du patient et le boîtier connecté à un ordinateur (parfois directement à une imprimante).
On peut obtenir ainsi :
- l'ensemble des mesures de pression systolique, diastolique et moyenne, classées par ordre chronologique ;
- la fréquence cardiaque à chaque mesure ;
- les moyennes sur les 24 h, sur le jour et sur la nuit des différentes mesures.

Les résultats peuvent être présentés sous forme :
- de données brutes ;
- d'histogrammes suivant le temps.

Le diagnostic d'hypertension artérielle est fait si la TA moyenne diurne est supérieure à 135/85 mmHg (ou si la TA moyenne, nuit comprise, est supérieure à 130/80 mmHg).

## Utilité
La prise de la pression artérielle reste essentiellement ponctuelle dans le temps. Son niveau mesuré préjuge donc mal de ce qui se passe dans la vie courante.
Le MAPA permet ainsi de mieux appréhender les chiffres tensionnels et de différencier une hypertension artérielle permanente d'une hypertension artérielle labile, retrouvée uniquement au cours de la consultation et pouvant être secondaire au stress occasionné par cette dernière (effet « blouse blanche » retrouvé dans environ un cas sur cinq si les chiffres sont légèrement élevées). Le niveau tensionnel retrouvé lors d'un MAPA est corrélé avec le risque d'accidents cardio-vasculaires, et ce, de manière indépendante au niveau tensionnel retrouvé lors d'une consultation. La pression ambulatoire diurne peut être également plus importante que la pression artérielle prise lors d'une consultation, surtout chez le sujet de moins de 45 ans. Si son niveau dépasse le seuil de normalité, on parle alors d' « hypertension artérielle masqué »
Le MAPA permet également de classifier certaines hypertensions et d'en évaluer la sévérité (par exemple, l'absence de baisse des chiffres durant le sommeil est un critère péjoratif).
Le MAPA permet, de même, de mieux évaluer l'efficacité d'un traitement.
Cet examen est cependant en concurrence avec l'automesure tensionnelle où le patient dispose de son propre tensiomètre automatisé ce qui lui permet de mesurer de manière répétée sa tension.

## Référence
1. ↑  Mancia G, Fagard R, Narkiewicz K et al. 2013 ESH/ESC guidelines for the management of arterial hypertension: the task force for the management of arterial hypertension of the European Society of Hypertension (ESH) and of the European Society of Cardiology (ESC), J Hypertens, 2013;31:1281–1357
2. ↑  Pickering TG, James GD, Boddie C, Harshfield GA, Blank S, Laragh JH, How common is white coat hypertension?, JAMA, 1988;259:225–228
3. ↑  Perloff D, Sokolow M, Cowan R, The prognostic value of ambulatory blood pressures, JAMA, 1983;249:2792–2798
4. ↑  Conen D, Bamberg F, Noninvasive 24-h ambulatory blood pressure and cardiovascular disease: a systematic review and meta-analysis, J Hypertens, 2008;26:1290–1299
5. ↑  Ishikawa J, Ishikawa Y, Edmondson D, Pickering TG, Schwartz JE, Age and the difference between awake ambulatory blood pressure and office blood pressure: a meta-analysis, Blood Press Monit, 2011;16:159–167